# 國民經濟建設運動
國民經濟建設運動是1935年由南京國民政府發動的一場以經濟建設為主的運動。
1935年4月1日，國民政府軍事委員會委員長蔣中正在貴陽的記者招待會上首次提出要開展國民經濟建設運動。8月9日，蔣中正提出国民经济建设运动八项内容，分別為提倡征工、振兴农业、鼓励垦牧、调节消费、振兴工业、开发矿产、流畅货运、调整金融。11月，中國國民黨在中國国民党第五次全国代表大会召開時在中國國民黨中央执行委员会下設立全国国民经济计划委员会，作為督促中華民國国民经济建设的機關。而在大會通過的宣言，也將将经济建设列为建设国家挽救国难的十大措施之一。1936年7月，国民经济建设总会成立，蔣中正擔任会长。1937年日本全面進攻中華民國後，國民經濟建設運動被迫中止。